# Herrmannella pecteni
Herrmannella pecteni is een eenoogkreeftjessoort uit de familie van de Lichomolgidae. De wetenschappelijke naam van de soort is voor het eerst geldig gepubliceerd in 1884 door Sowinsky.